# Yannick Pelletier
Yannick Pelletier (* 22. September 1976 in Biel) ist ein Schweizer Grossmeister im Schach.

## Leben
Bereits mit 10 Jahren spielte Pelletier bei der Schweizer Mannschaftsmeisterschaft mit. 1995 wurde er Schweizer Einzelmeister. 1996 schlug er die Profilaufbahn ein und nahm mit dem Schweizer Team an der Schacholympiade in Jerewan teil. 2000 gewann er zum zweiten Mal die Schweizer Einzelmeisterschaft. Im gleichen Jahr erfüllte er bei der Schacholympiade in Istanbul seine dritte Grossmeisternorm. Daraufhin wurde ihm vom Weltschachbund FIDE 2001 der Grossmeister-Titel verliehen. 2002 und 2010 gewann er abermals die Schweizer Meisterschaft. Weitere Titelgewinne konnte er in den Jahren 2014 und 2017 verbuchen.
Im Februar 2015 ist er hinter Vadim Milov zweitbester Schweizer Spieler.

## Nationalmannschaft
Pelletier nahm mit der Schweizer Nationalmannschaft seit 1996 an allen zehn Schacholympiaden teil, außerdem an der Mannschaftsweltmeisterschaft 1997 und allen zehn Mannschaftseuropameisterschaften seit 1997.

## Vereine
In der Schweiz spielt Pelletier seit 2008 für die Schachgesellschaft Zürich, er wurde mit dieser 2008, 2009, 2010 und 2016 schweizerischer Mannschaftsmeister und nahm am European Club Cup 2011, 2012, 2014 und 2015 teil. Vorher hatte er bei der SG Biel gespielt, mit der er 2000, 2001 und 2004 schweizerischer Mannschaftsmeister wurde. In der schweizerischen Gruppenmeisterschaft spielt Pelletier bei Echiquier Bruntrutain Porrentruy, von 2012 bis 2014 spielte er für den SK Réti Zürich und wurde mit diesem in den Saisons 2012/13 und 2013/14 schweizerischer Gruppenmeister. Zuvor spielte er für die Mannschaft von Valais, mit welcher er in den Spielzeiten 2009/10 und 2010/11 schweizerischer Gruppenmeister war.
In Deutschland spielte er von 1996 bis 1998 in der 2. Bundesliga beim TSV Schott Mainz, in der Saison 1998/99 in der 1. Bundesliga beim SK Zähringen und von 1999 bis 2008 in der 1. Bundesliga für Werder Bremen, mit welchem er in der Saison 2004/05 deutscher Mannschaftsmeister wurde und am European Club Cup 2001 teilnahm.
In Frankreich spielte Pelletier bis 2004 beim Club de Mulhouse Philidor, anschließend bis 2013 für den Club de Clichy-Echecs-92, mit dem er 2007, 2008, 2012 und 2013 französischer Mannschaftsmeister wurde sowie am European Club Cup 2006, 2007 und 2008 teilnahm, in der Saison 2013/14 für Les Tours de Haute Picardie, in der Saison 2014/15 für Montpellier Echecs und von 2016 bis 2018 für Bischwiller, mit denen er 2018 Meister wurde. In der spanischen Mannschaftsmeisterschaft spielte Pelletier von 2004 bis 2007 für UGA Barcelona. In der ungarischen Mannschaftsmeisterschaft spielte er in der Saison 2017/18 für DVTK Sport Korlátolt Felelősségű Társaság, in der luxemburgischen Division Nationale in der Saison 2018/19 für Le Cavalier Differdange.

## Erfolge im Shōgi
Im Shōgi trägt er den Meisterrang 1. Dan und ist mit Stand Januar 2016 mit einer Elo-Zahl von 1820 der einzige aktive Spieler der Schweiz. 2014 gewann er zwei Turniere in Frankreich und nahm für die Schweiz am sechsten internationalen Shogi Forum in Shizuoka teil.